# Katarzyna Andraszek
Katarzyna Andraszek – doktor habilitowana w dziedzinie nauk rolniczych w dyscyplinie zootechnika. Profesor Uniwersytetu Przyrodniczo-Humanistycznego w Siedlcach. Od 2020 roku zastępca Dyrektor Instytutu Zootechniki i Rybactwa na tejże uczelni.

## Życiorys
W 2006 roku uzyskała stopień doktora nauk rolniczych w dyscyplinie zootechnika na podstawie rozprawy zatytułowanej "Charakterystyka chromosomów mitotycznych i mejotycznych oraz analiza zawartości jądrowego DNA gęsi włoskiej (Anser anser)" napisanej pod kierunkiem prof. dr hab. Elżbiety Smalec. Stopień doktora habilitowanego nauk rolniczych w dyscyplinie zootechnika uzyskała w 2015 roku na podstawie dzieła pt. "Struktura i aktywność jąderek w spermatocytach wybranych gatunków zwierząt gospodarskich".

## Działalność naukowa
Jej działalność naukowa skupia się wokół tematyki struktury i epigenetycznych modyfikacji chromatyny w komórkach zwierząt. Jest autorką wielu publikacji naukowych z tego zakresu w indeksowanych wydawnictwach naukowych znajdujących się w bazie Web of Science.

## Nagrody i odznaczenia
Odznaczona Medalem Brązowym Za Długoletnią Służbę oraz Medalem za Zasługi dla Siedleckiej Uczelni.